# Secretário financeiro
Secretário financeiro é uma posição administrativa e executiva de governo dentro da governança de um Estado, corporação, organização pública ou privada, pequeno grupo ou outro corpo com ativos financeiros.
Um secretário financeiro supervisiona políticas relacionadas ao fluxo de recursos financeiros, como o dinheiro que entra e sai de uma organização. O ocupante do cargo às vezes determina políticas sobre a compra ou venda de bens e serviços, a coleta de taxas e o emprego. O secretário implementa essas políticas com a cooperação de outros executivos.
Secretário financeiro também pode ser o título de um membro do gabinete em várias dependências britânicas, atuais e antigas. Esse é o caso em Hong Kong, Jamaica, Montserrat, Santa Helena, etc. No Reino Unido, o Financial Secretary to the Treasury é uma posição de ministro júnior, mas o ocupante do cargo participa das reuniões do gabinete.